# US Airways Express
US Airways Express war eine von US Airways 1990 geschaffene Marke für Zubringer- und Regionalflüge, deren Geschichte auf die 1967 gegründete Zubringergesellschaft Allegheny Commuter der US Airways Vorgänger-Fluggesellschaft Allegheny Airlines zurückgeht. Die Flüge wurden von verschiedenen Tochtergesellschaften und unabhängigen Fluggesellschaften im Auftrag der US Airways in Nordamerika durchgeführt. Diese waren Air Wisconsin, Mesa Airlines, PSA Airlines, Piedmont Airlines, SkyWest Airlines und Republic Airline. Nach dem Zusammenschluss von US Airways mit der AMR Corporation wurde die Marke US Airways Express im Oktober 2015 zugunsten von American Eagle aufgegeben.